# Чугуряну, Думитру
Думитру (Даниель) Чугуряну (молд. и рум. Daniel Ciugureanu; 1885, Ширеуцы, Хотинский уезд Бессарабской губернии — 6 мая 1950, Сигет) — бессарабский и румынский политик, в 1918 году был премьер-министром Молдавской Демократической Республики. Также был министром при четырёх кабинетах министров в Румынии.

## Биография
По профессии врач. Лидер Национальной Молдавской Партии. 24 января 1918 года на совете Сфатул Цэрий проголосовал за провозглашение независимости Молдавской демократической республики. После роспуска Директорского совета и его замены на Совет Министров, Даниель Чугуряну стал премьер-министром Молдавской Демократической Республики. После объединения Бессарабии и Румынии, представлял Бессарабию в румынском правительстве между 9 апреля 1918 и 30 ноября 1919.
В ночь с 5 на 6 мая 1950 года арестован, и согласно показаниям Жюреску, умер 6 мая 1950 года в Турде, во время перевозки заключённых в пенитенциарное учреждение в Сигете. По настоящий момент подробности смерти до конца не известны.